# Mikrolith

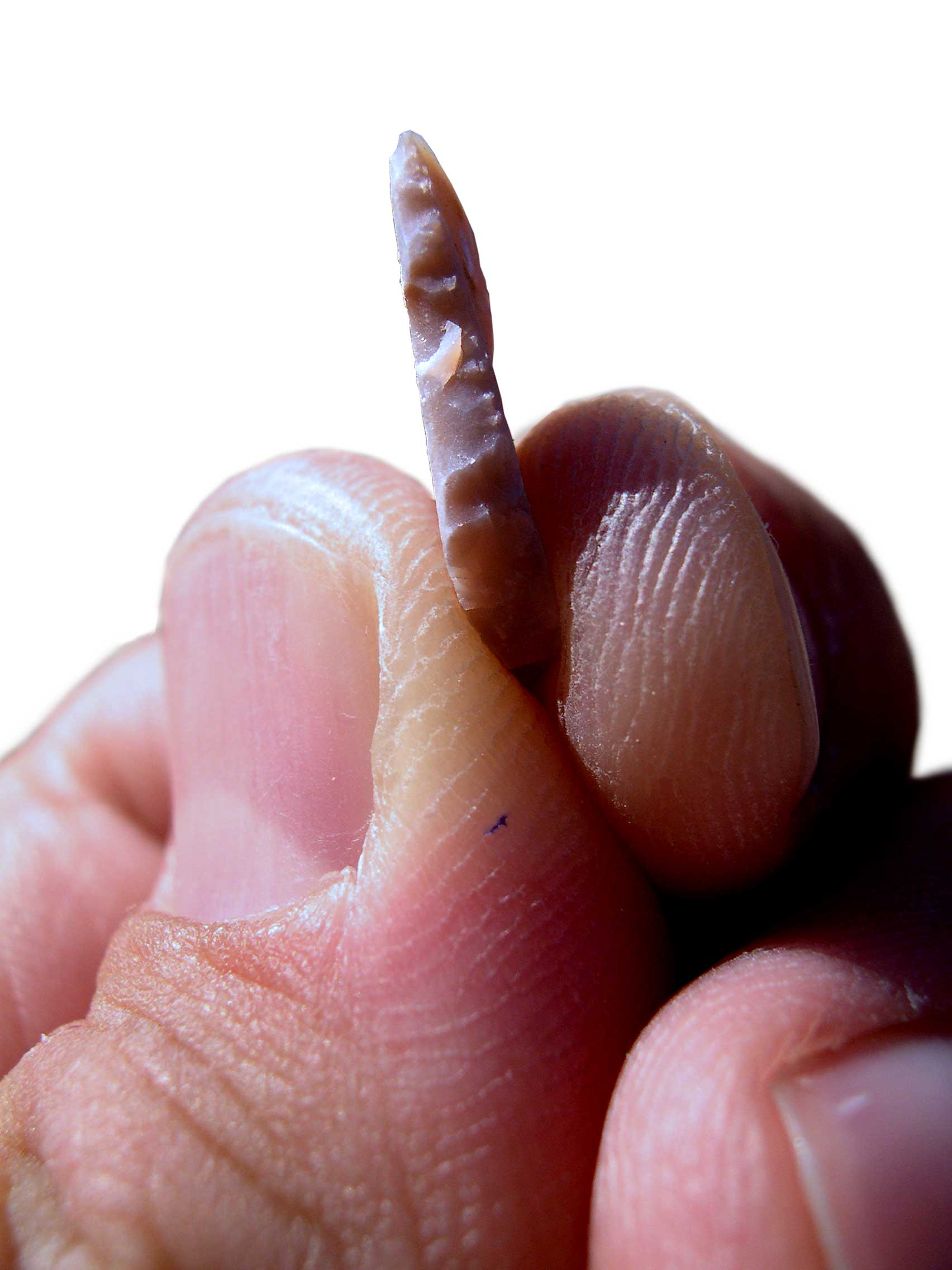
Vorgeschichtlicher Mikrolith

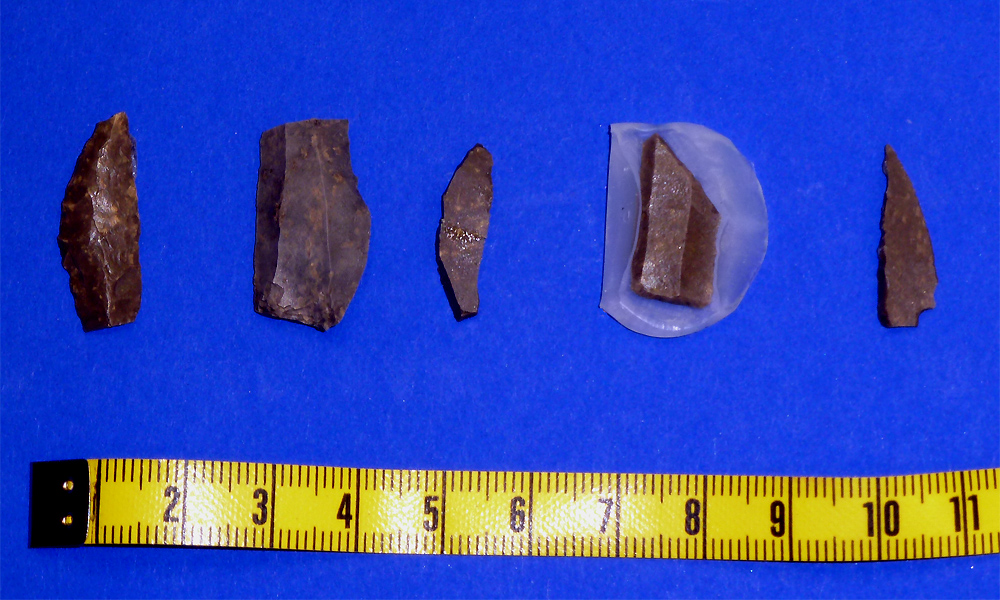
Verschiedene geometrische Formen von Mikrolithen

Mikrolith (von  μικρός mikrós, deutsch ‚klein‘ und λίθος líthos ‚Stein‘) ist die Bezeichnung für sehr kleine steinzeitliche Klingen oder Spitzen mit bis zu 3 cm Größe. Sie wurden durch gezieltes Zerbrechen und anschließendes Retuschieren kleiner Steinklingen hergestellt. Als Rohmaterial wurde gut spaltbares Kieselgestein wie Feuerstein oder vulkanisches Glas wie Obsidian verwendet.
Mikrolithe sind typisch für das Epipaläolithikum, das Mesolithikum und das Neolithikum; sie kommen noch bis in die Bronzezeit hinein vor. Die interne Chronologie des Mesolithikums beruht vor allem auf den wechselnden Häufigkeiten von Mikrolith-Typen. In Europa unterscheidet man in erster Linie die älteren nicht geometrischen Mikrolithen von den jüngeren geometrischen Varianten.

## Verwendung

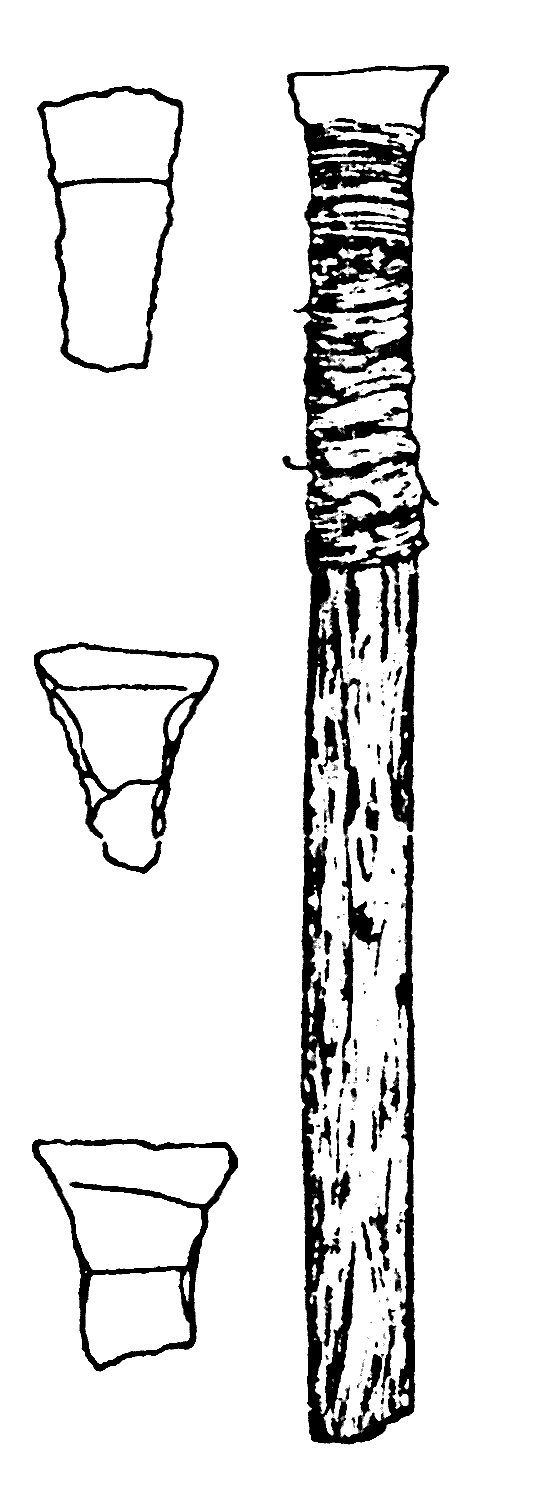
Mesolithische Pfeilspitze, Tværmose (Dänemerk)

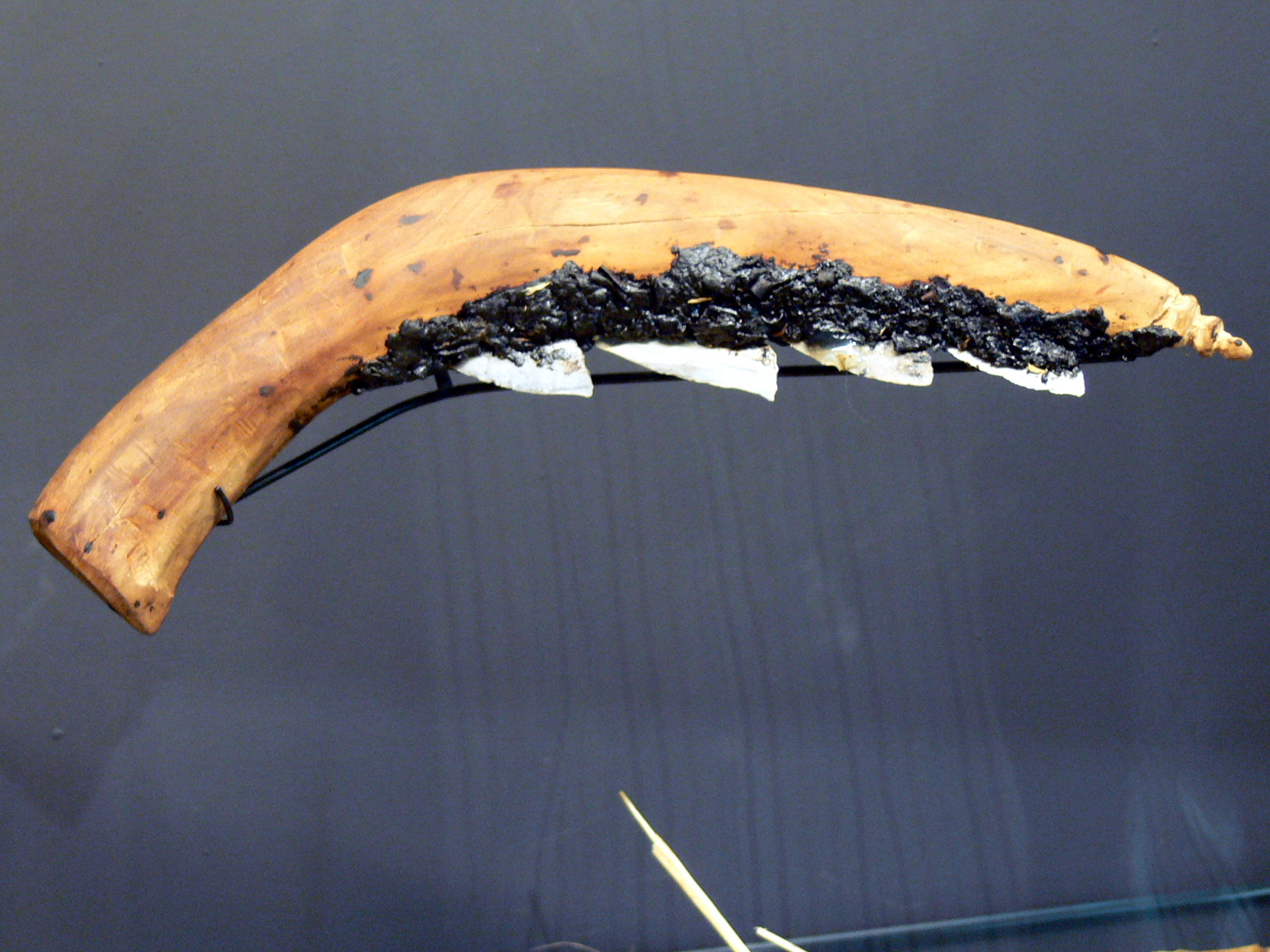
Neolithische Sichel, Rekonstruktion, Museum Quintana

Mikrolithe lassen auf die Erfindung von Pfeil und Bogen schließen. Sie dienten zunächst bei Lanzen, Speeren und Harpunen als scharfe Einsätze (teils als seitliche Widerhaken) und bei Pfeilen als einfache Pfeilspitzen. Im späten Mesolithikum wurden für Pfeile vorwiegend trapezförmige Mikrolithe mit breiten Schneiden verwendet, die als Querschneider größere und stärker blutende Wunden verursachten.
Im Neolithikum dienten Mikrolithe auch als feine Stichel sowie als Kompositgerät, als Messer, Sägen und Sicheln. Sie wurden mit Birkenpech in einer Nut in einem Holz- oder Knochenschaft befestigt. Sie bildeten so eine zusammenhängende Schneide.
In Teilen der Türkei hat man Mikrolithe für die Herstellung von Dreschschlitten verwendet.

## Vorkommen
Nachdem man früher angenommen hatte, Mikrolithe seien eine Spätentwicklung des Paläolithikums, weiß man inzwischen, dass es sie in fast allen steinzeitlichen Kulturkomplexen gab, wenn auch in von Fundort zu Fundort schwankender Anzahl. Ursache dieses forschungsgeschichtlichen Wandels war die Tatsache, dass sie früher wenig beachtet oder wegen grober Grabungsmethoden übersehen wurden.

### Afrika
In Afrika sind Mikrolithe typisch für das afrikanische Later Stone Age, wo sie vor 40.000-20.000 Jahren erstmals vorkommen und sich vermutlich aus den Abschlagtechniken des Middle Stone Age entwickelten. Aus dem südlichen Afrika sind mehrere Fundstellen mit etwa 65.000 Jahre alten Ablagerungen bekannt, die als Howieson’s Poort bezeichnet wird. Kennzeichnend sind Geräte, die, abgesehen von der Größe, den Mikrolithen späterer Phasen entsprechen. Es handelt sich dabei immer um nur wenige tausend Jahre, dann sind die großen Mikrolithe wieder verschwunden.
In Südafrika treten sie etwa vor 40.000 Jahren auf. Im nordafrikanischen Capsien (9000–3000 v. Chr.) sind sie besonders häufig. Im subsaharischen Afrika finden sich aber auch Mikrolithe, die etwas größer und deutlich älter sind. Die Mikrolithe der Howieson’s Poort Industrie sind etwa 95.000–80.000 Jahre alt (nach einer anderen Datierung der Cambridge History of Africa 70.000–60.000); in Zaire reicht eine ununterbrochene Reihe mikrolithischer Industrien in der Höhle von Matupi 32.000 bis 40.000 Jahre zurück.

### Europa
Auch in Europa finden sich Mikrolithe bereits zusammen mit Faustkeilkomplexen (z. B. Tautavel), wo sie allerdings keine regelrechten mikrolithischen Industrien ausbilden, sondern wie in Afrika als Bearbeitungsaspekt des klassischen Acheuléen angesehen werden. Eine eindeutige Interpretation dieses Befundes gibt es nicht, jedoch fällt auf, dass es sich bei den entsprechenden altpaläolithischen Stationen Europas fast stets um langfristig belegte oder häufig besuchte Plätze handelt, die als zentrale Lager gedient hatten, wo in großem Umfang Aktivitäten ausgeübt wurden, bei denen kleinformatige Steingeräte erforderlich oder einfach nützlich waren. Dazu könnte ein abnehmendes Rohmaterialangebot etwa von Silex gekommen sein, das an solchen Plätzen notwendigerweise mit der Zeit auftreten musste. Ähnliches gilt auch für die vielen mittelpaläolithischen Fundplätze in Europa, wo benutzte kleine Abschläge die Zahl der ausgearbeiteten größeren Werkzeuge wie Schaber und Messer um ein Vielfaches übersteigen.
In ihrer elaborierten klassischen Formenvielfalt treten Mikrolithe und nun eindeutig identifizierbare Industrien jedoch vor allem seit dem Aurignacien (frühestens 45.000 bis 25.000 bzw. 15.000 BP), vor allem aber im späten Magdalenien (ca. 17.000–11.000 BP) des Jungpaläolithikums auf. In Südrussland gab es sie vor 25.000 Jahren, in Norddeutschland vor 13.000 Jahren. Vor allem finden sie sich aber im europäischen Mesolithikum, wo man die Mikrolithindustrien in Nordeuropa in drei Perioden unterteilt: die Maglemose-Kultur (ca. 8000–5600 BP), die Kongemose-Kultur (7600–6500 BP) und die Ertebølle-Kultur (6500–5200 BP). Trapeze werden auch noch in der Trichterbecherkultur gefertigt.

### Nordamerika
Mikrolithe kommen auf dem Nordamerikanischen Kontinent am Ende der paläoindianischen und dem Anfang der Archaischen Periode auf. Besondere Bedeutung hatten sie in den arktischen Gebieten, insbesondere den Kulturen der Eskimos und Aleuten des arktischen Stadiums III. Dort gibt es eine ausgeprägte Mikroklingenindustrie. Das Stadium III spaltete sich zwischen 2500 und 1900 v. Chr. vom paläoindianischen Stadium II ab; die Eskimos wurden im Norden an Stelle der Paläoindianer nun zum bestimmenden Element. Diese arktische Kleingeräteindustrie umfasst vor allem hochentwickelte Mikroklingen, die als Schneiden für aus mehreren Teilen zusammengesetzte Knochen-, Elfenbein- und Holzgeräte dienten. Die Kulturtradition könnte, wie anthropologische Befunde etwa der Aleuten nahelegen, ihre Wurzeln durchaus in Ostsibirien gehabt, und sich rasch bis nach Grönland ausgedehnt haben. Aus der arktischen Kleingerätetradition gingen während der Ausbreitung nach Osten mehrere Untertypen hervor: vor allem die Independence-I-Kultur (Kanada und Grönland), die Prä-Dorset-Kultur (Kanada) und die Saqqaq-Kultur in Grönland.
Außerdem sind Mikrolithe charakteristisch für die Poverty-Point-Kultur am Unterlauf des Mississippi Rivers am Ende der Archaischen Periode.

### Asien
In Nordchina sind jungpaläolithische Mikrolithe sogar schon für den Homo erectus nachgewiesen, der sich dort bis vor etwa 40.000 bis 10.000 Jahren hielt, wie neuere anthropologische Befunde zeigen und dem man bisher derartig komplexe feinmotorische Leistungen nicht zugetraut hatte, zumal seine Gerätekomplexe sonst relativ groß und eher grob und meist in Kerntechnik und nicht in Abschlagtechnik gefertigt sind. Die mikrolithischen Funde sind in diesem Zusammenhang sogar besonders zahlreich und gehen bei vielen Fundstellen in die Tausende, zeigen jedoch auch eine große regionale und temporale Variationsbreite.
Auch im übrigen Ost- und Zentralasien finden sich im ausgehenden Paläolithikum und im Neolithikum zahlreiche mikrolithische Werkzeuge, meist vom Klingentyp, die selten sekundär retuschiert sind. In Sibirien, der Mongolei und der Mandschurei gab es sie offenbar besonders lange bis tief ins dortige Neolithikum hinein. Mit dem Beginn der Keramik und des Steinschliffes um etwa 3000 v. Chr. in diesen Gebieten klang diese Gerätetradition aus.
Ab etwa 4000 v. Chr. treten geometrische Mikrolithe auf Sulawesi (Celebes) auf.

### Australien
Die australische Small-Tool-Tradition stammt aus der Zeit zwischen 4000 und 3000 v. Chr. So wurden etwa in der Kenniff-Höhle im Carnarvon National Park in Queensland geometrische Mikrolithe gefunden, die man stratigraphisch anhand der Schichtfolge auf 5000 bis 2500 v. Chr. datieren konnte.

## Typen und Herstellung

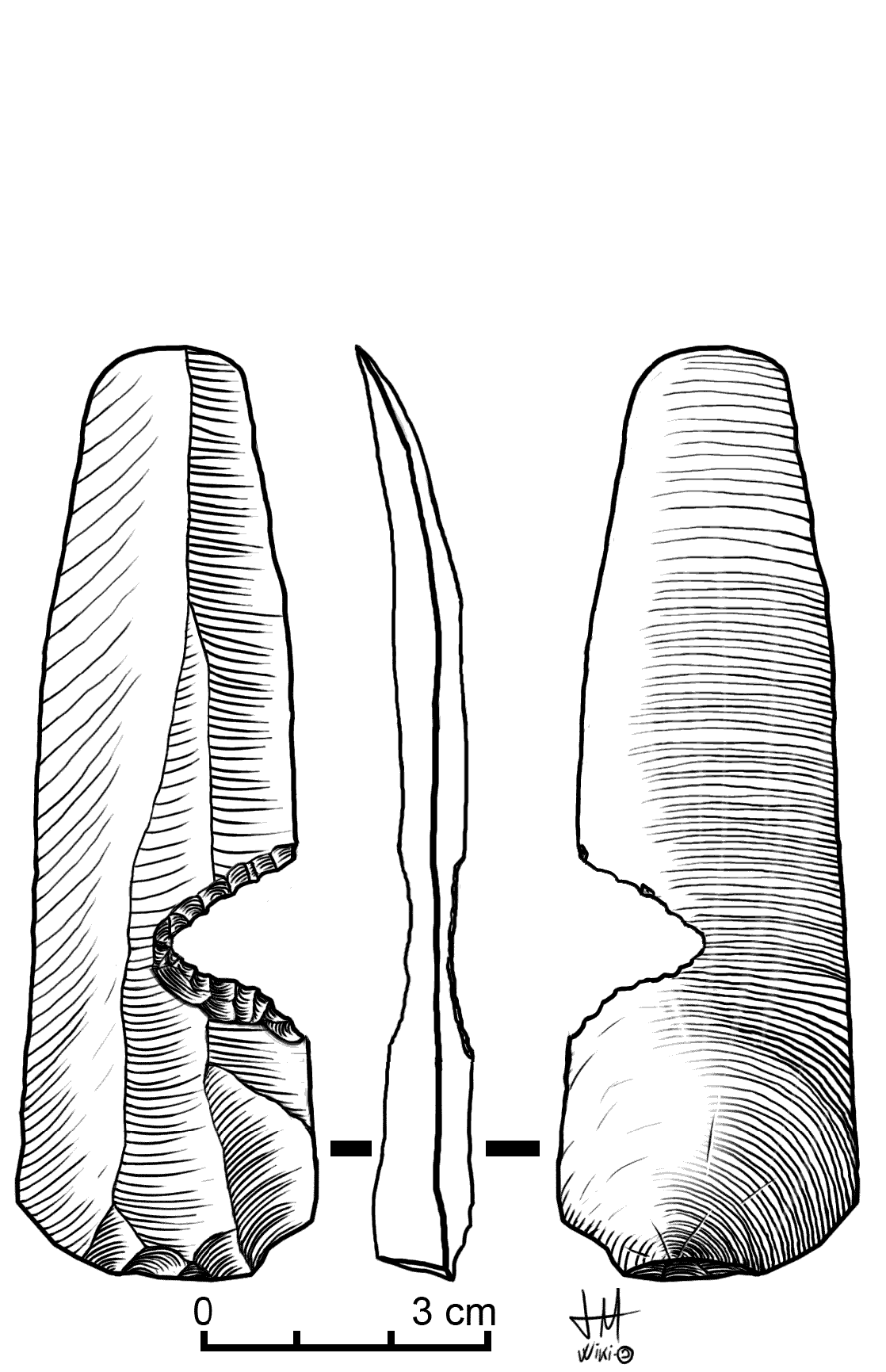
Erster Bearbeitungsschritt bei der Herstellung von Mikrolithen: Eine Kerbe wird an der Lamelle erzeugt. Die nächsten Bearbeitungsschritte siehe das Bild gegenüber.

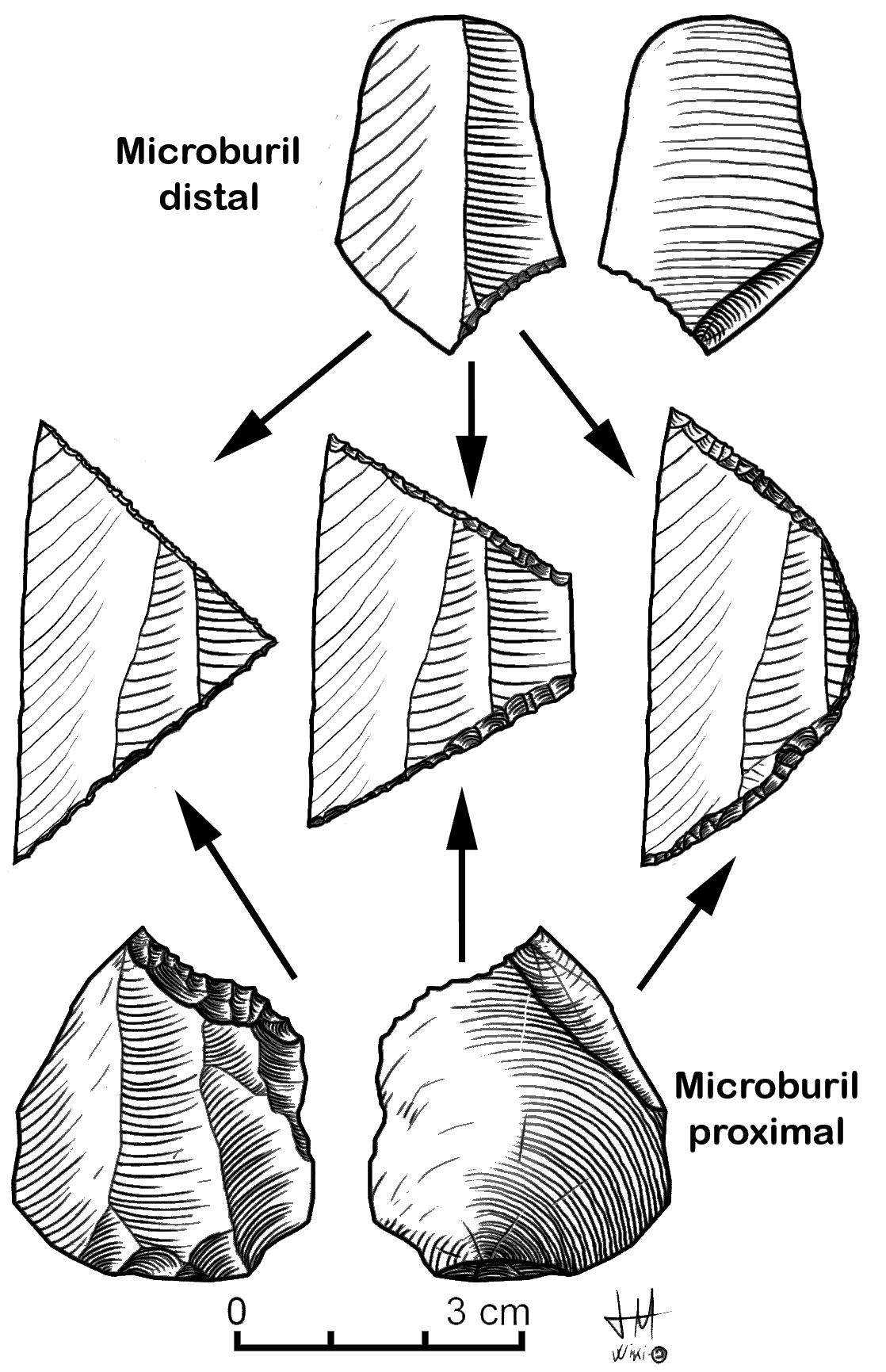
Herstellung von geometrischen Mikrolithen (Dreieck, Trapez, Segment), je nachdem ob das proximale oder distale Ende des Ausgangsmaterials genutzt wird.

Mikrolithe wurden durch gezieltes Brechen von sehr kleinen Klingen (Mikroklingen, Lamellen) hergestellt. Durch seitliche Einkerbungen an einer Mikroklinge wird diese gezielt gebrochen (Kerbbruchtechnik). Ein Kerbrest (Mikro-Stichel) bleibt als typisches Abfallstück zurück. Derartige Kerbreste findet man in Nordafrika vor allem im Ibéromaurusien (15.500–12.000 BP). In Europa finden sie sich als eher zufälliges Restprodukt schon im Gravettien bzw. im zeitgleichen Pavlovien (Tschechien) (26.000–19.000 BP).
Durch abschließendes Retuschieren wurden die Bruchstücke in die gewünschte Form gebracht.
Nicht geometrische Mikrolithe:
- Besonders häufig sind hier die sogenannten „einfachen Mikrospitzen“. Sie sind so definiert, dass der Winkel an ihrer Spitze nicht größer als 45° sein darf. Es gibt nur eine Retusche am Ende, nicht jedoch am Rücken. Sie kommen ab dem späten Jungpaläolithikum vor, waren einfach herzustellen und fanden meist als Pfeilspitzen Verwendung.
- Eine zweite Variante ist die technisch anspruchsvollere „Sauveterrespitze“. Sie ist symmetrisch, sehr spitz und hat manchmal zwei Spitzen. Sauveterrespitzen waren in ganz Europa verbreitet.
- Die dritte Variante wird als „Mikrorückenspitze“ bezeichnet und umfasst alle auf dem Rücken retuschierten Spitzen des Mesolithikums, die nicht dem ersten oder zweiten Typ angehören.
- Als vierter Typus findet sich schließlich die „Dreieckspitze“, deren Form dadurch entsteht, dass die Basis quer retuschiert wird, so dass ein Dreieck mit einem 90°-Winkel entsteht.

Geometrische Mikrolithe:
Der Form nach unterscheidet man dreieckige, viereckige, Segmente und Trapeze. Trapeze sind geometrische Mikrolithe, deren beide Enden durch Retuschen abgetrennt sind; mit mehr oder weniger parallelen unretuschierten Kanten. Bei den Formen gibt es deutliche regionale Unterschiede.